# Lovewrecked – Liebe über Bord
Lovewrecked – Liebe über Bord (Originaltitel: Lovewrecked, auch bekannt als Paradise Beach – Groupies inklusive) ist eine US-amerikanische Filmkomödie von Randal Kleiser aus dem Jahr 2005. In der Hauptrolle ist Amanda Bynes zu sehen. Die Erstaufführung in Deutschland fand am 16. November 2006 statt.

## Handlung
Jenny Taylor ist ein Fan von Jason Masters, einem weltberühmten Rockstar. Doch ihre Bemühungen, ihn zu treffen, werden immer wieder von ihrer Rivalin Alexis sabotiert. In der Hoffnung, eine neue Chance zu erhalten, nimmt sie gemeinsam mit ihrem besten Freund Ryan einen Ferienjob auf der Karibik-Insel St. Luchas an, Jasons Lieblingsferienort. Zu ihrem Leidwesen hat Rivalin Alexis dieselbe Idee. Als Jennys Idol dort tatsächlich mit seiner Entourage auftaucht, ist sie kaum zu bremsen und legt direkt vor Jason eine Bruchlandung in der Hotellobby hin. Fest entschlossen, dieses Mal nicht locker zu lassen, heuert sie noch am selben Abend als Bedienung auf dem Partyschiff an, auf dem auch Jason feiert. Auf stürmischer See folgt sie dem betrunkenen Rockstar an die Reling, wo dieser sich übergeben muss. Doch zum Flirten bleibt ohnehin keine Zeit, der Sturm verursacht einen so starken Wellengang, dass Jason über Bord fällt. Geistesgegenwärtig wirft ihm Jenny ein aufblasbares Rettungsboot zu und springt gleich hinterher.
Am nächsten Tag finden die beiden sich auf einer scheinbar verlassenen tropischen Insel wieder. Jenny entdeckt bald, dass sie sich eigentlich immer noch auf St. Luchas befinden und zwar in unmittelbarer Nähe zum Hotel. Statt Jason die Wahrheit zu sagen, lässt sie den am Knöchel verletzten und sich daher handlungsunfähig gebenden Rockstar in dem Glauben, mit ihr gestrandet zu sein. Sie versucht Eindruck bei ihm zu schinden, indem sie scheinbar aus dem Nichts heraus Nahrung beschafft und mit minimalstem Aufwand für Feuer sorgt. Tatsächlich schleicht sie sich regelmäßig weg, um im Ferienort die entsprechenden Dinge einkaufen zu können. Ihr Plan scheint aufzugehen, Jason beginnt sich in die junge Frau an seiner Seite zu verlieben.
Während die Welt um den verschollenen Rockstar bangt, ertappt Ryan die verloren geglaubte Jenny beim Duschen im Hotel. Die Wiedersehensfreude weicht schnell der Ernüchterung, als er erfährt, auf was für ein Spiel seine Freundin sich da eingelassen hat. Ryan, der selbst heimlich in Jenny verliebt ist, willigt nur widerstrebend ein, seine Freundin in ihrer Farce zu unterstützen. Zu allem Überfluss kommt auch Alexis hinter das geheimnisvolle Treiben und beschließt einfach mitzumachen. Sie lässt sich als angeblich schiffbrüchiges Model an genau den Strandabschnitt treiben, an dem Jenny und Jason bislang vergebens auf „Rettung“ warteten. Schnell entbrennt zwischen den beiden jungen Frauen der Konkurrenzkampf.
Als Jenny wieder einmal den Ferienort aufsucht, trifft sie auf Ryan. Mit den Tipps seines in Liebesdingen nicht unbedingt erfolgreichen Kollegen Chase ausgestattet, will er Jenny nun endlich seine Liebe gestehen, doch wieder einmal scheinen sich Jennys Gedanken nur um Jason zu drehen. Frustriert steigt Ryan in sein Auto und fährt los. Umgehend überlegt er es sich anders, kehrt um und küsst die verdutzte junge Frau. Doch noch ist sich Jenny nicht über ihre Gefühlslage klar. Während Ryan abermals frustriert davon zieht, kehrt Jenny zu Alexis und Jason zurück und legt ein Geständnis ab. Jason reagiert furchtbar wütend, lässt sowohl Jenny, als auch Alexis am Strand zurück, droht beiden mit Klage und springt auf ein vorbeifahrendes Motorboot auf, das ihn zur Hotalanlage zurückbringt.
Unterdessen will Ryan die Insel endgültig verlassen, doch es herrscht Katastrophenalarm: Ein Wirbelsturm droht genau dort auf die Küste zu treffen, wo sich Jenny befindet. Ryan begibt sich sofort mit dem Auto auf die Suche nach seiner Freundin. Als er mit dem Wagen nicht mehr weiter kommt, versucht er zu Fuß zu ihr zu gelangen. Die beiden verpassen sich zunächst. Als Jenny den Wagen entdeckt und damit loszufahren versucht, bleibt sie im Schlamm stecken. Doch es kommt noch schlimmer: Ein umstürzender Baum schiebt den Wagen auf eine unter Wasser liegende Böschung zu, Jenny sitzt in der Falle. Ryan kann sie im letzten Moment befreien. Die beiden finden in einer nahe gelegenen Höhle Unterschlupf und Ryan gelingt es tatsächlich, ein Feuer zu entzünden. Als die beiden sich an der Feuerstelle eng beieinander liegend aufwärmen, erkennt Jenny endlich, dass Ryan der Richtige für sie ist.
Nach dem Sturm erwartet die beiden im Hotel ein heilloses Durcheinander. Als sie die Lobby erreichen, fangen Jason und sein Manager Jenny ab und versuchen sie dazu zu überreden, an einer Pressekonferenz teilzunehmen, bei der die Umstände von Jasons Verschwinden aufgeklärt werden sollen. Schnell erkennt Jenny, dass man sie nur benötigt, damit Jason sich als Held profilieren kann. Als sie Alexis unter den Zuschauern erkennt, dreht sie den Spieß einfach um und erklärt vor versammelter Presse, dass die ganze Sache nur ein Ablenkungsmanöver gewesen sei, da Jason tatsächlich beabsichtige, Alexis zu heiraten. Sie selbst habe bereits einen Freund und deutet auf den im Hintergrund wartenden Ryan, mit dem sie kurzerhand in Richtung Strand verschwindet.
Wieder zurück auf der Bühne bei einem Konzert in Winnipeg, widmet ein nicht sonderlich glücklich wirkender Jason seiner neuen Ehefrau Alexis den nächsten Song…

## Produktion
Der Film wurde vom 28. Juni bis August 2004 an Originalschauplätzen in der Dominikanischen Republik gedreht. Dort insbesondere im Sun Village Beach Resort Cofresi, Cabrera und Puerto Plata, wo auch der im Film zu sehende Freizeitpark „Ocean World“ zu finden ist.
Ursprünglich wollte man den Film im Südpazifik drehen, Regisseur Randal Kleiser – der 1980 den Film Die blaue Lagune auf Fidschi drehte – war zunächst an Tahiti als Drehort interessiert. Doch das Sun Village Resort in der Dominikanischen Republik bot alle notwendigen Voraussetzungen für den Film.
Regisseur Kleiser zeigte sich begeistert von seiner Hauptdarstellerin Amanda Bynes, deren Comedy-Timing er mit der jungen Goldie Hawn verglich.
Die Uraufführung fand im November 2005 auf dem Internationalen Filmfestival der Dominikanischen Republik am Cofresi-Strand statt. In den USA bemühte sich die Produktionsfirma Media 8 Entertainment mehrere Monate lang vergeblich darum, einen Kinoverleih zu finden. Stattdessen feierte der Film am 21. Januar 2007 seine US-amerikanische Erstaufführung im Fernsehen auf ABC Family.

## Synchronisation
Die deutsche Synchronbearbeitung entstand 2006 in München.
| Rolle                      | Darsteller        | Synchronsprecher |
| -------------------------- | ----------------- | ---------------- |
| Jenny Taylor               | Amanda Bynes      | Maren Rainer     |
| Ryan Howell                | Jonathan Bennett  | Dirk Meyer       |
| Jason Masters              | Chris Carmack     | Björn Schalla    |
| Alexis Manetti             | Jamie-Lynn Sigler | Shandra Schadt   |
| Bree Taylor                | Susan Duerden     | Carin C. Tietze  |
| Ben Taylor                 | Fred Willard      | Dieter Memel     |
| Chase                      | Jackie Long       | Florian Halm     |
| Milo Dinsdale              | Joey Kern         | Benedikt Weber   |
| „Cell Phone“ („Handy“) Dan | Lance Bass        | Manuel Straube   |
| Belinda                    | Kathy Griffin     | Ute Bronder      |
| Brent Hernandez            | Alfonso Ribeiro   | Jan Odle         |

Der Film erhielt in der deutschen Synchron-Fassung zwar keinen regulären Kino-Start, war jedoch in ausgewählten Kinos und in Sneak-Previews zu sehen. Darüber hinaus wurde er auf folgenden Medien veröffentlicht:
- DVD:
  - Verleih e-m-s (2007, ca. 83 min., EAN 4020974161992) unter dem Titel Lovewrecked – Liebe über Bord
  - Verleih 3L Filmverleih (2011, ca. 83 min., EAN 4049834004156) unter dem Titel Paradise Beach – Groupies inklusive
- Blu-ray Disc:
  - Verleih 3L Filmverleih (2011, ca. 86 min., EAN 4049834004163) unter dem Titel Paradise Beach – Groupies inklusive

## Rezeption
Der Filmdienst nennt diese Sommerkomödie „leicht einfältig“. Man wolle „auf dem kleinsten gemeinsamen Nenner Spaß verbreiten“, erzähle aber dabei nur eine klischeevolle Romanze.
Die Zeitschrift Cinema stellte fest, dass Teens „schmachten“, Ältere hingegen mit den „Augen rollen“ würden. Der Film sei eine „kreischhart-seichte Teeniesause“.